# Morpeth (Ontario)
Pour les articles homonymes, voir Morpeth.
Morpeth est une ville du Canada.